# Survival horror
Survival horror (u doslovnom prijevodu "horor preživljavanja") je žanr videoigara u kojemu vodite jednog lika i pokušavate preživjeti u rigoroznim uvjetima. Element straha je sveprisutan. Igre znaju biti teške u pogledu akcije i rješavanja raznih zagonetki. Grafički su prevladavale prerendirane pozadine rađe nego 3D (radi većeg realizma). Krvi često bude naveliko i naširoko, kao i mnogo nasilnih i morbidnih prizora, stoga se ne preporučuje mlađim igračima, niti onima sa slabim srcem. Neke igre su čak i zabranjene u pojedinim državama.

## Povijest Survival horrora
Smatra se da je prvi Survival horror bio Alone In The Dark. Iako nije bio pretežito uspješan, utemeljio je žanr i postavio osnove. Prvi uspješni Survival horror je bio Capcomov Resident Evil, izašao 1996. za Playstation. Za tadašnje vrijeme je imao izvrsnu grafiku, još uvijek dobru priču i predstavljao je veliki izazov igračima nenaviklim na žanr. Potaknuti uspjehom, ostali proizvođači su počeli raditi svoje više-manje uspješne uratke. RE je dugo držao prijestolje Survivala, do pojave jakog konkurenta: Konamijevog Silent Hill-a. RE se, umjesto hektolitrima krvi i mnogo akcije kao SH, koristio zastrašujućom atmosferom, a SH kompliciranom pričom i nadrealnim prizorima da bi držao igrača na konstantnoj napetosti. Od tada pa nadalje se svi horrori uspoređuju s RE i SH. Još uvijek se fanovi bore oko toga koji je bolji: RE ili SH, ali se sve svodi na isto: njihov uspjeh je ponovio rijetko koji horror (Fatal Frame).
RE i SH imaju više nastavaka, od kojih se ističu nadolazeći Resident Evil 4 za Gamecube i 2001. izašli Silent Hill 2 za PlayStation 2.

## Kako se igra?
Glavni cilj igre, na kraju krajeva, je preživjeti. Pred vas se postavljaju različiti zadaci (npr. stići do reaktora i uključiti ga da bi mogli izaći iz zgrade i nastaviti prema izlazu iz grada), koji se nižu jedan po jedan, svaki sve teži. Da biste uspješno obavili zadatak, potrebno je ubijati neprijatelje, rješavati zagonetke i snalaziti se po prostoru.

### Neprijatelji
Oni su vaša najveća prijetnja, često su zombiji, mutanti (RE) ili morbidna stvorenja (SH). U početku su slabije vrste, kasnije dolaze jače i otpornije. Znaju vas napasti u nezgodnom trenutku i dobro prestrašiti. Općenito, u ovakvim igrama je bolje bježati, skupljati zalihe i napasti tek kad ste 90% sigurni da ćete ih ubiti. Moguće ih je zaobići na otvorenim prostorima, ali u hodnicima nećete imati izbora. Ima letećih neprijatelja (znaju višestruko otežati put), a u SH4 neke je moguće samo omamiti.

Kada prijeđete lokaciju, zna vas dočekati boss (gazda) - neprijatelj jači (i ružniji) od običnih. Vrlo teški, svaki zahtijeva posebnu tehniku borbe. U RE3 glavni protivnik - Nemesis - vas pokušava ubiti više puta, a svaki put ima drugačiju tehniku (postaje skoro nepobjediv kada dobije bacač raketa, a na kraju igre ga morate pobijediti ogromnim laserom).

Oružja u Survival horroru su najčešće vatrena (pištolj je skoro uvijek prvo oružje u igri), korisna jer zadavaju štetu na daljinu. Bliska (melee) oružja su tu samo ako ostanete bez metaka u nezgodnoj situaciji, primjer bliski oružja: motorna pila, pneumatski čekić...

### Zagonetke
Većina zagonetki je u stilu "pokupi-nađi-upotrijebi" (ključ-vrata-otključaj). Svaki predmet koji pokupite ima svoju funkciju koju morate otkriti i upotrijebiti ga na određenom mjestu. Kroz igru se skupljaju karte prostorija i razni dokumenti koji vam pomažu u odgonetavanju zagonetki i detaljnije objašnjavaju priču. Kompliciranije zagonetke se pojavljuju pri kraju igre, manje iskusni igrači često "zapnu" na takvim dijelovima. Nema ih puno, ali svaka će vas dobro namučiti.

## Priča i likovi
Često je priča u stilu Hollywoodskog filma, za primjer ćemo uzeti RE. U RE-u ste zarobljeni u velikoj vili opkoljenoj zombijima, mutantima i raznim drugim stvorovima infestirani Virusom T, proizveden u tajnom laboratoriju Umbrella kompanije ispod vile. Morate saznati što se dogodilo i izaći živ iz kompleksa. Možete izabrati hoćete li voditi Jill Valentine ili Chrisa Redfielda tj., lakšu ili težu inačicu igre. Svaki lik ima svoj scenarij i radnju, tako da cijelu igru vidite kad odigrate s oba lika. Razgovori i važniji događaji su prikazani u animacijama filmske kvalitete. Ovakav stil radnje su pratili (i još prate) mnogi horrori.

SH je uveo upravo suprotno od radnje RE-a. On ima element nadnaravnoga, s teško shvatljivom radnjom i duboko karakteriziranim likovima, za razliku od plošnih likova u RE-u. SH se može usporediti s filmom Jacob's Ladder i uspješnicama poznatog redatelja Davida Lyncha. SH dandanas nije potpuno raznjašnjen, ljubitelji diljem svijeta smišljaju teorije za objasniti radnju svih SH nastavaka.